# Кримський рейд ГУР МО України 2016
Кримський рейд — диверсійна операція ГУР МО на території АР Крим, що проходила 6—8 серпня 2016 року. Згідно з українськими джерелами, в ході рейду було ліквідовано підполковника ФСБ і поранено 2 співробітників ФСБ.

## Задум операції
За версією українських джерел, оперативно-агентурна група воєнної розвідки повинна була доставити зброю та вибухові засоби у спеціально підготовлені місця поблизу російських військових об'єктів. Їх повинні були використати інші ДРГ та українська агентура у випадку повномаштабного конфлікту (в тому числі наступу росіян з території Криму).

## Сили
Для операції було відібрано 5 співробітників ГУР МО на чолі з Кирилом Будановим.

## Хід подій
Російські спецслужби завчасно отримали інформацію про вивід групи в Крим і затримали агента. 
В телефонній розмові агент зумів сигналом попередити групу про небезпеку, що дало можливість військовослужбовцям ГУР організувати засідку на умовленому місці зустрічі.
Прибувши на місце зустрічі, група ЦСП "Вимпел" ФСБ потрапила у засідку. Внаслідок цього на місці було вбито підполковника ЦСП «Вимпел» Романа Каменєва, а двоє військовослужбовів цього центру отримали поранення.
Українські розвідники почали відхід у бік материка. На цей час район поблизу Армянська оточили підрозділи ФСБ, поліції, Росгвардії та російської армії.
Група зуміла вийти до переходу поблизу дамби. Під час переходу було застрелено єфрейтора 247-го десантно-штурмового полку ЗС РФ Семена Сичова. Згідно з українськими джерелами, Семен Сичов загинув унаслідок перестрілки з російськими військовими.
Група успішно і без втрат вийшла на підконтрольну Україні територію.

## Наслідки
Внаслідок операції загинули військовослужбовці РФ.
У Криму ФСБ затримала Євгенія Панова та Андрія Захтея, які за версією росіян були агентами ГУР МО та мали зустріти групу Буданова.

### 2017 рік
У 2017 році в Києві у власному автомобілі підірвали Максима Шаповала, на той момент начальника Управління спеціального резерву ГУР МО (управління, яке планувало і провело «рейд у Крим»).

### 2019 рік
У 2019 році було звільнено Євгенія Панова.
У квітні 2019 року, при спробі встановити вибуховий пристрій у автомобіль Кирила Буданова, затримали Олексія Ломака — агента або співробітника російських спецслужб. Ймовірно це була помста за смерть підполковника ФСБ Каменєва.